# Cushmanovo jezero
Cushmanovo jezero je 16,2 km² rozlehlá vodní nádrž na severním rameni řeky Skokomish v okrese Mason v americkém státě Washington. Původně se jednalo pouze o dlouhé rozšíření řeky Skokomish vzniklé v ledovcovém sedle a přehrazené ledovcovou morénou z poslední doby ledové.
Jezero bylo zvětšeno při konstrukci Cushmanovy přehrady, která jej zahrazuje nyní a poskytuje elektřinu systému Tacoma Power obsluhujícímu velkoměsto Tacoma.
Jelikož se jedná o oblíbenou destinaci pěších turistů, rybářů nebo kajakářů, nachází se na jeho pobřeží četná letoviska a chalupy k pronájmu. Jezero je známé pro svou křišťálově čistou modrou vodu a okolo se nacházející velké kulaté skály a rozlehlé porosty jedlovců, jedlí a cedrů.
Své jméno nádrž nese po Orringtonu Cushmanovi, který sloužil jako tlumočník guvernéra Isaaca Stevense při jednání s místními indiány ohledně Smlouvy z Point Elliottu v roce 1854.
Nedaleko jezera se nachází malé město pojmenované Lake Cushman. Přestože je stále nezačleněné, jedná se o nejrychleji rostoucí obec celého okresu Mason.